# Hans Porwoll
Hans Carl Theodor Porwoll (* 28. September 1898 in Hamburg; † 13. April 1984 ebenda) war ein deutscher Landschafts- und Marinemaler.

## Leben
Porwoll studierte an der Staatlichen Kunstgewerbeschule in Hamburg unter Julius Wohlers und Arthur Illies. Er malte Landschaftsmotive, u. a. vom Hamburger Hafen und der Elbe, bevorzugt in Hamburg-Rissen und der deutschen Ostseeinsel Rügen, wo er sich von 1933 bis 1942 aufgehalten hatte. Dazu schuf er Porträts. Im Neuen Rump wird er dem Spätimpressionismus zugeordnet.
Seine Werke wurden auch zur Zeit des Nationalsozialismus gezeigt, u. a. vom Kunstverein in Hamburg. Vertreten ist er im Bestand der Mönchguter Museen in Göhren.

## Ausstellungen
Beteiligungen
- 1937 Frühjahrs-Ausstellung Hamburger Künstler 1937 Malerei, Graphik, Plastik, Kunstverein Hamburg, Kunsthalle Hamburg, 7. März bis 18. April 1937
- 1937 Hamburger Maler auf Reisen, Kunstverein in Hamburg, Kunsthalle Hamburg, Dezember 1937 bis Januar 1938
- 1939 Ausstellung Schlesischer Künstler 1939, Kunstverein Hamburg, 22. Juni bis 23. Juli 1939